# McLaren M12

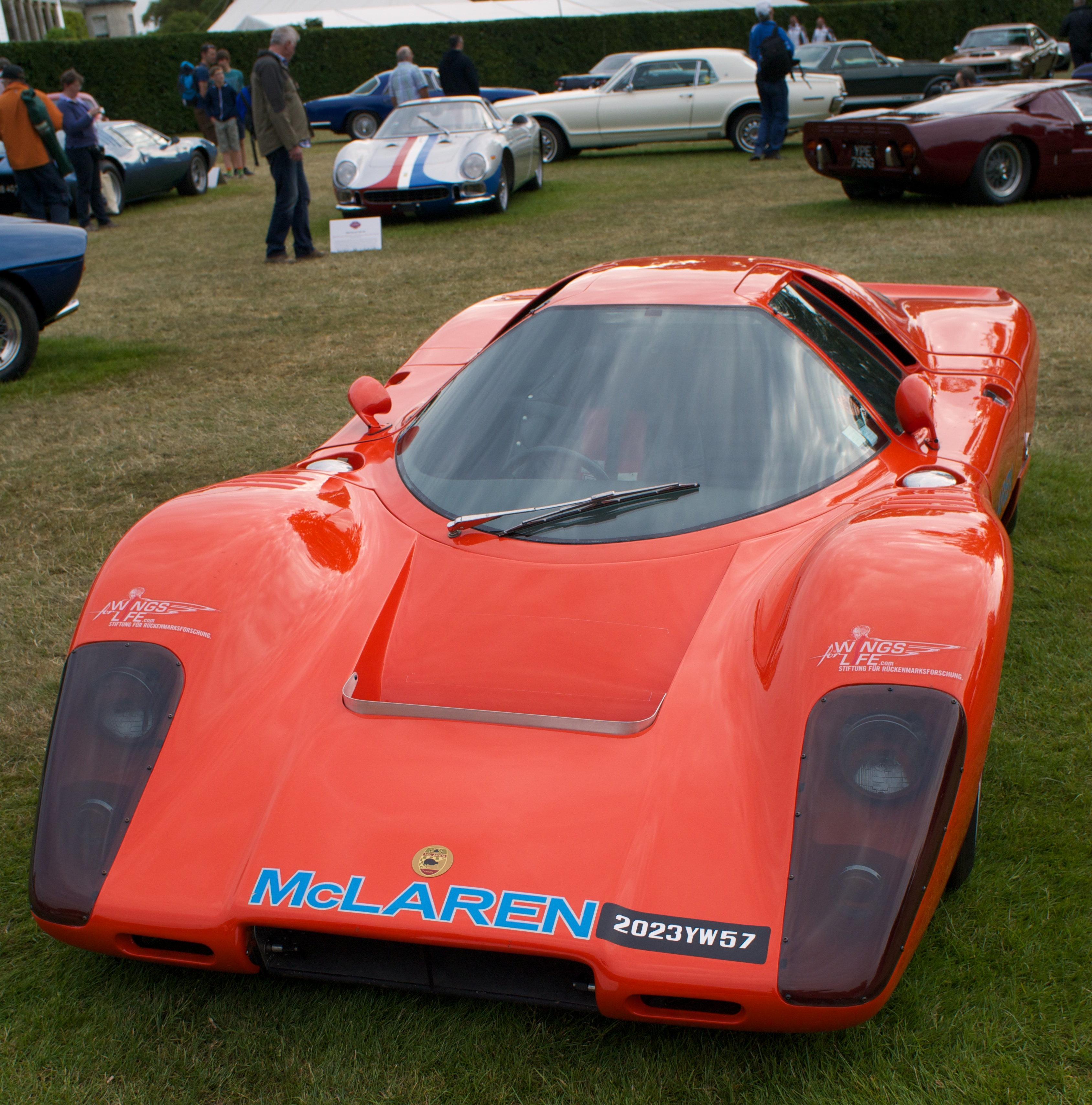
McLaren M12 GT, Sonderform mit Coupé-Karosserie

Der McLaren M12 war ein Sportwagen-Prototyp, der 1969 bei Bruce McLaren Motor Racing entwickelt wurde.

## Entwicklungsgeschichte und Technik
Die 1966 nach dem technischen Reglement der Gruppe 7 eingeführte Canadian-American Challenge Cup war von Beginn an ein Betätigungsfeld von Bruce McLaren und seinem Rennteam. Nach dem Gesamtsieg von John Surtees im Lola T70 Spyder in der Eröffnungssaison gewannen die beiden McLaren-Piloten Denis Hulme und Bruce McLaren die Endwertungen 1967 und 1968. Der aktuelle Einsatzwagen 1968 war der M8, den die Werkspiloten auch 1969 fuhren.
Der M12 wurde als Kundenfahrzeug konzipiert und von Robin Herd und Gordon Coppuck konstruiert. Da sie nur elf Wochen Zeit hatten einen testfähigen Rennwagen herzustellen, griffen sie weitgehend auf Bewährtes zurück. Viele technische Komponenten basierten auf dem M6. Maße und Form der aus Aluminium und Magnesium bestehenden Karosserie kamen vom M8. Geändert wurde der Heckraum, damit dort der V8-Motor von Chevrolet eingebaut werden konnte. Da es bei McLaren durch das Engagement in der Formel 1 und der Can-Am-Serie keine freien Produktionskapazitäten mehr gab, wurde die Fertigung der Wagen in Lohnarbeit an Trojan Limited vergeben, die insgesamt 15 Fahrgestelle bauten. Einige Besitzer statteten ihre Fahrzeuge mit größeren Heckflügeln aus und zwei Wagen lieferte McLaren an Toyota, die die Fahrgestelle zur Aufnahme von Toyota-V8-Motoren umbauten.
Eine Sonderform war der McLaren M12 GT mit Coupé-Karosserie.

## Renngeschichte
Den ersten M12 erhielt der US-amerikanische Rennfahrer Lothar Motschenbacher, der über seinen Rennstall McLaren-Rennwagen in Nordamerika vertrieb. George Eaton kaufte ein Fahrgestell und Jim Hall einen Wagen für Chaparral Cars. Dessen Einsatzfahrer John Surtees war mit den Fahreigenschaften des neuen Chaparral 2H so unzufrieden, dass er Hall überredete, ihm einen M12 zu kaufen. Beim Saisoneröffnungsrennen, dem 500-Meilen-Rennen von Mosport, platzierte sich John Surtees im Chaparral-M12 hinter Bruce McLaren und Denny Hulme in den Werks-M8 an der dritten Stelle der Gesamtwertung. George Eaton wurde Neunter, während Motschenbacher mit Kupplungsschaden ausfiel. 1969 gab es also keinen M12-Sieg in der Can-Am-Serie und auch in den folgenden Jahren nicht. McLaren verkaufte ab 1970 den M8 auch an Privatteams, wodurch die Spitzenteams auf den M12 verzichteten.
In Europa fuhren unter anderem David Prophet und Leo Kinnunen M12 in der Interserie 1970. Prophet wurde Vierter beim 50-Meilen-Rennen von Croft und Achter beim 60-Meilen-Rennen von Thruxton.
Gesamtsiege mit dem M12 gab es in der japanischen Fuji Grand Champion Series. Tadashi Sakai gewann das 500-km-Rennen von Fuji 1971 sowie das 200-Meilen-Rennen 1971 und das 300-km-Rennen 1972 auf dem Fuji Speedway.